# Engadget
Engadget es un weblog y podcast multilingüe sobre electrónica de consumo. Actualmente, Engadget cuenta con ocho páginas web separadas, todas ellas operando simultáneamente con su propio equipo. De esta manera, cubren las noticias sobre tecnología en diferentes partes del mundo y en su respectivos idiomas. En 2007, ganó el Premio Weblog para los sitios tecnológicos.  Es editado por Yahoo! desde 2020.

## Fundación
Engadget fue cofundada por el exeditor del weblog tecnológico Gizmodo, Peter Rojas. Engadget es un miembro de Weblogs, Inc., una red de blogs con más de 75 weblogs, incluyendo Autoblog y Joystiq; y, anteriormente, Hack-A-Day. Weblogs Inc. fue comprada por AOL en 2005. El redactor jefe de Engadget, Ryan Block, anunció el 22 de julio de 2008 que dejaría el cargo a fines de agosto y que sería reemplazado por Joshua Topolsky.

## Weblog
Lanzado en marzo de 2004, Engadget es actualizado varias veces al día con artículos sobre gadgets y electrónica de consumo. También publica rumores sobre el mundo tecnológico, ofrece frecuentemente opiniones y produce el semanario Engadget Podcast.
Desde su fundación, docenas de editores han escrito para o contribuido con Engadget, Engadget en español (cerrado desde el 1-mayo- 2018), Engadget Mobile y Engadget HD. Estos escritores incluyen a blogueros de alto perfil, analistas de la industria y periodistas profesionales, tales como Jason Calacanis, Paul Boutin, Phillip Torrone, Joshua Fruhlinger, Ross Rubin, Marc Perton, Susan Mernit y José Andrade.